# 扭果紫金龙
扭果紫金龙（学名：Dactylicapnos torulosa）为罂粟科紫金龙属下的一个种。